# 巴蘭季涅
48°56′31″N 31°56′45″E / 48.94194°N 31.94583°E
巴蘭迪內（烏克蘭語：Баландине）是位於烏克蘭中部的村莊，由切爾卡瑟州切爾卡瑟區的卡姆揚卡市鎮負責管轄。該村始建於十六世紀，面積56.4平方公里，海拔高度151米，2009年人口1,028，人口密度每平方公里18.2人。